# 最南端到達の歴史

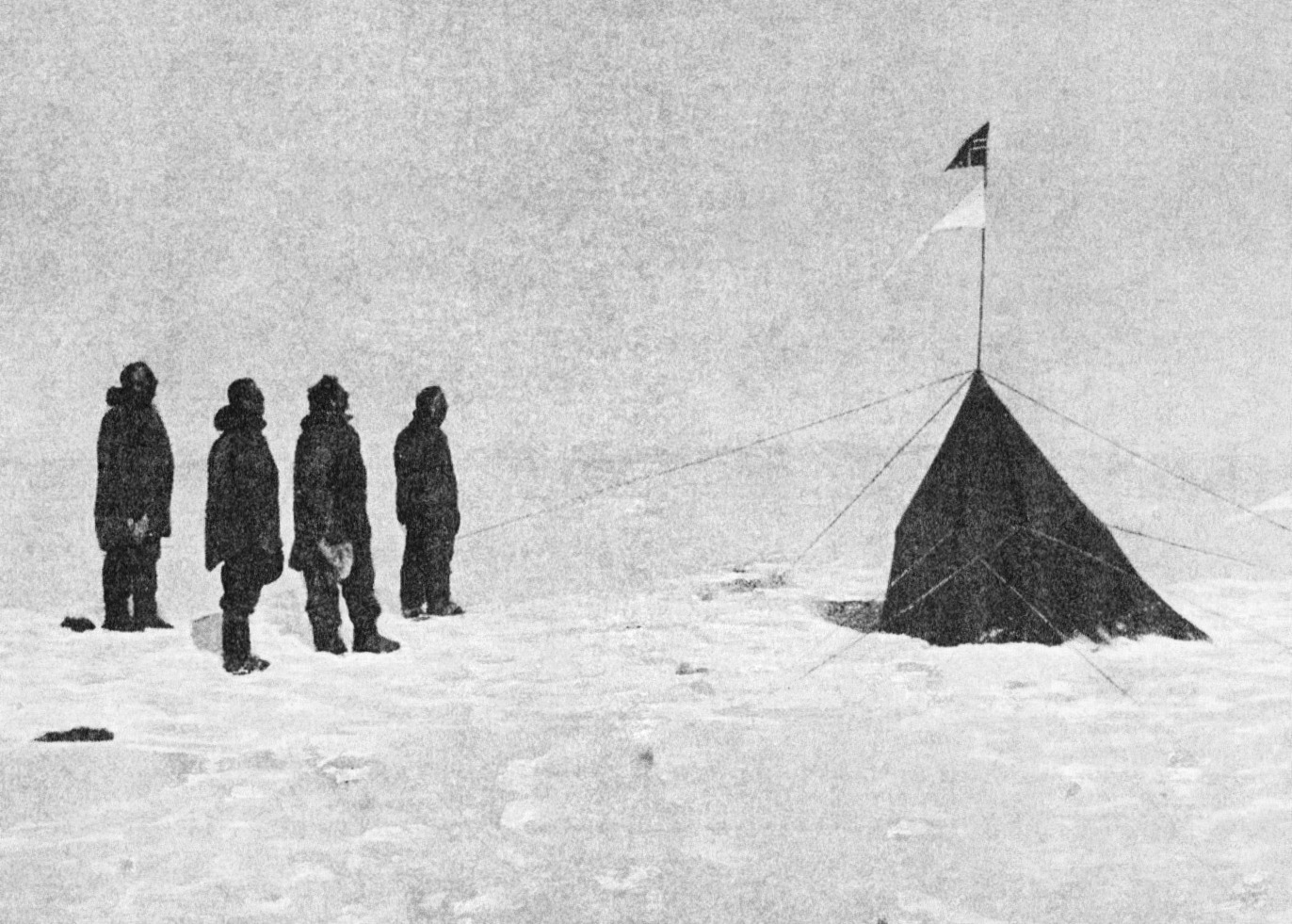
南極点に立つアムンセン隊、1911年12月17日撮影、3日前に到達していた

最南端到達の歴史（さいなんたんとうたつのれきし）は、探検家などが地球上で到達した最も南（英: Farthest South）の記録を塗り替え、1911年に南極点が征服されるまでの歴史である。南極点到達までの画期的な出来事としては、1619年のホーン岬より南の陸地の発見、ジェームズ・クック船長による1773年の南極圏突入、1820年の最初の南極大陸視認があった。19世紀終盤からは最南端の探求がそのまま南極点到達に向けた競争になり、1911年のロアール・アムンセンによる南極点征服で頂点に達した。
極点に達することが現実的な目標となる前の時代は、他の動機が冒険者たちを南に惹きつけていた。当初の推進力は、ヨーロッパと極東の間の新しい交易ルートの発見だった。そのルートが確立され、地球上の主要な地形が大まかに地図化された後、商業的冒険の魅力の先は、伝説上南に隠れているとされた「テラ・オーストラリス」という肥沃な大陸だった。この想像上の豊かな大陸が存在するという信念は18世紀に入っても継続しており、南極海にある陸地が寒く厳しい環境にあるという事実が緩り明らかにされていっても、探検家達はその事実をなかなか受け入れられなかった。
1771年から1774年に行われたジェームズ・クックの航海は、未踏の大地が人には敵対的な性格を持っている可能性が高いことを決定的に示すことになった。このことで19世紀の前半には、交易ではなく探検と発見の方に目的が移って行った。1899年南極大陸で初めて越冬を経験した後、南極点に達するのが現実的な見込みとなり、極点到達の競争が始まった。この競争に関してはイギリスが傑出しており、南極探検の英雄時代におけるロバート・ファルコン・スコットとアーネスト・シャクルトンの競争が特筆される。シャクルトンが南極点の寸前で失敗した後、スコットが1912年1月に到達したが、既にノルウェー人のアムンセンが到達していたことを発見することになった。

## 初期の航海

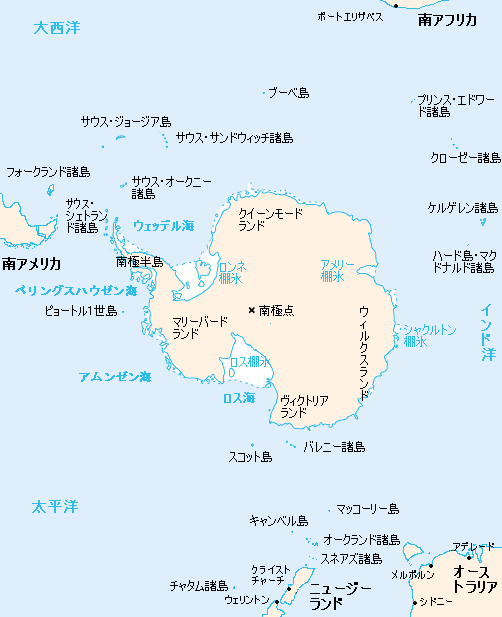
南極大陸と周辺の諸島、ティエラ・デル・フエゴ とオークランド諸島も見える

1494年、当時の世界の海洋強国ポルトガルとスペインがトルデシリャス条約に調印して、大西洋の真ん中で地球を東西に分ける線を引き、それより東の交易ルートはポルトガルに割り当てられた。その結果、当時唯一知られていた東洋への航路である喜望峰回りでインド洋に至るルートはポルトガルが支配し、スペイン、さらに後には他の国は西回りで太平洋に出るルートを探すことになった。このようなルートの探索の一部として南への探検が始まった。
北極とは異なり、大航海時代以前に南極あるいは周辺の島に人が訪れたあるいは住んだという証拠は無い。しかし、南アメリカの最南部には既にセルクナム族（オナ族）、ヤーガン族（ヤマナ族）、アラカルフ族、ハウシュ族などの人々が住んでいた。特にハウシュ族はティエラ・デル・フエゴの本島から29 km 離れたエスタドス島に定期的に通っており、このことは彼らの中にはホーン岬に近い諸島にたどり着くことができた者がいる可能性を示唆している。またフエゴ島人の人工物やカヌーの名残がフォークランド諸島で発見されており、さらに長い航海を行った可能性があると見られる。
ティエラ・デル・フエゴの先住民が実際に海洋を渡る旅が出来なかったとしても、ポリネシア人はそれができた。ポリネシア人がニュージーランドの南にある亜南極の島の幾つかを訪れた証拠がある。ただし、そこは南アメリカの南端よりも南極から遠い。制作時代も場所も不明な土器の欠片が1886年にアンティポデス諸島で見つかっており、オークランド諸島のエンダービー島では13世紀に遡ることのできるポリネシア人入植地の名残がある。マオリ族の伝説では650年頃にウイ・テ・ランギオラがワカ・トワイの艦隊を率いて南に向かい、「岩のような構造が海から立ち上がる酷く寒い場所」に達したとされている。この簡潔な記述はロス棚氷やことによると南極大陸本土とも整合しているように思えるが、単に南極海で見られる氷山や叢氷だった可能性もある。

### フェルディナンド・マゼラン

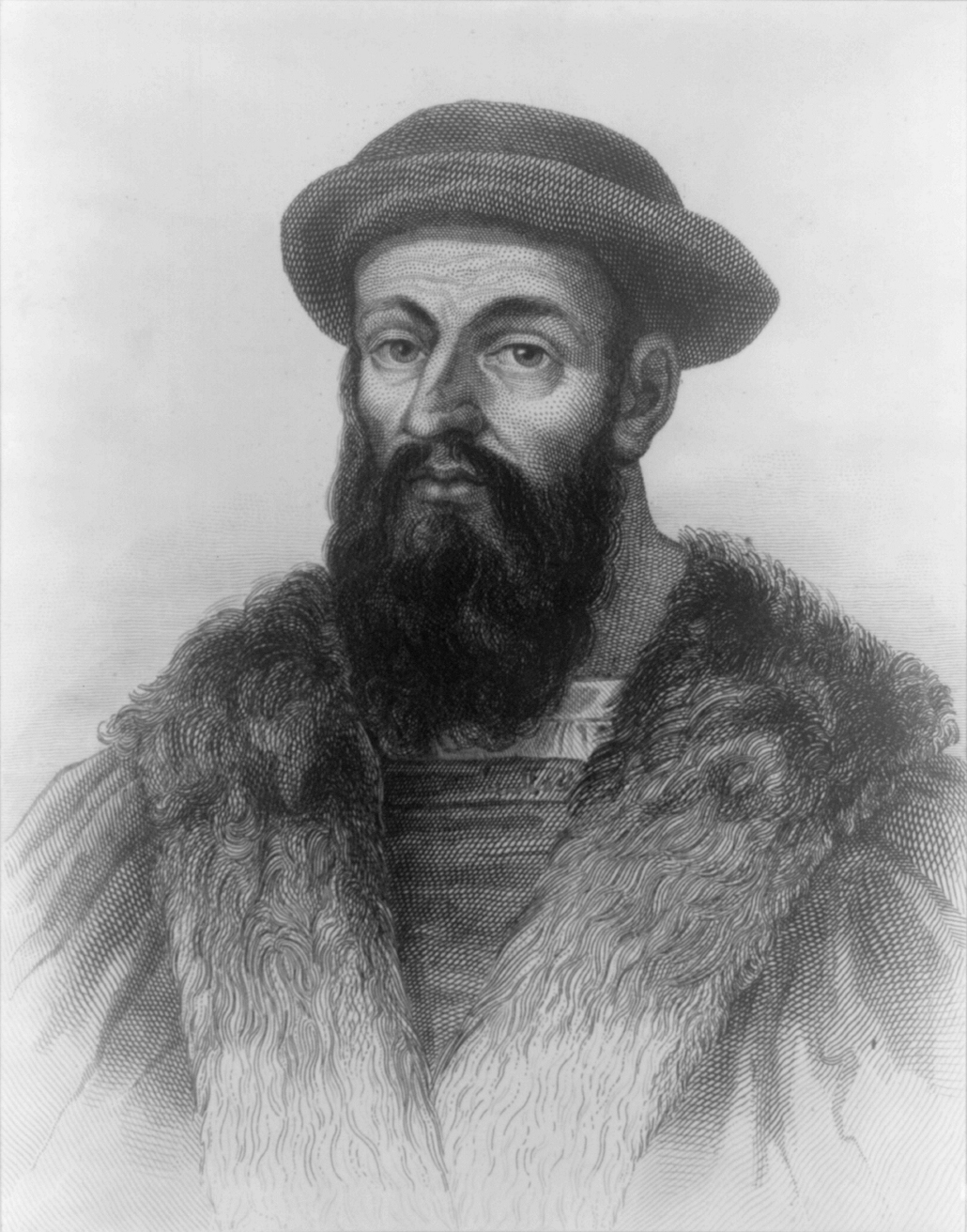
フェルディナンド・マゼラン

フェルディナンド・マゼランは生まれはポルトガルだが、出仕先をスペイン国王カルロス1世に鞍替えし、その命により1519年8月10日にセビリアを5隻の船の船隊と共に出発し、東インド諸島の香料諸島への西回りルートを求めた。その成功の鍵は南アメリカ大陸を横切る海峡あるいは水路を見つけるか、大陸の南端を見つけて回り込むルートを見つけるかだった。1519年12月6日に南アメリカが視認され、マゼランは慎重に南に向かい、海岸を辿って1520年3月31日には南緯49度に達した。それより南の海岸についてはほとんど何も知られていなかったので、マゼランはそこで南半球の冬が終わるのを待つことにし、プエルト・サン・フリアンの開拓地を設立した。
1520年9月、海図の無い海岸線への航海が続けられ、10月21日、南緯52度に達した。ここでマゼランは深い入り江を発見し、それが求めていた海峡であることを見つけ、後に自分の名前で呼ばれることになった（マゼラン海峡）。1520年11月初旬、船隊が海峡を抜けるときに、おおよそ南緯54度の最南端に達した。これはヨーロッパ人航海者による最南端の記録であるが、世界でも最も南にある人の居住地であるティエラ・デル・フエゴ（フエゴ島）より北を通ったので、人類による最南端ではなかった。

### フランシスコ・デ・ホセス
ティエラ・デル・フエゴより南で太平洋への海洋ルートを最初に視認したのはロアイサ遠征隊のフランシスコ・デ・ホセスであるとされることがある。1526年、彼の船サンレスメスはマゼラン海峡の大西洋側入り口から南へ風に吹き流され、乗組員が岬とその先の水面を見たと思った場所、つまり大陸の南端に到達した。憶測に過ぎないが、彼らが見たのはホーン岬だったと考えられる。スペイン語世界では、デ・ホセスが発見したのは、後にドレーク海峡と呼ばれる海峡であり、イギリスの私掠船船長フランシス・ドレークに先立つこと50年だったと考えられている。

### フランシス・ドレーク

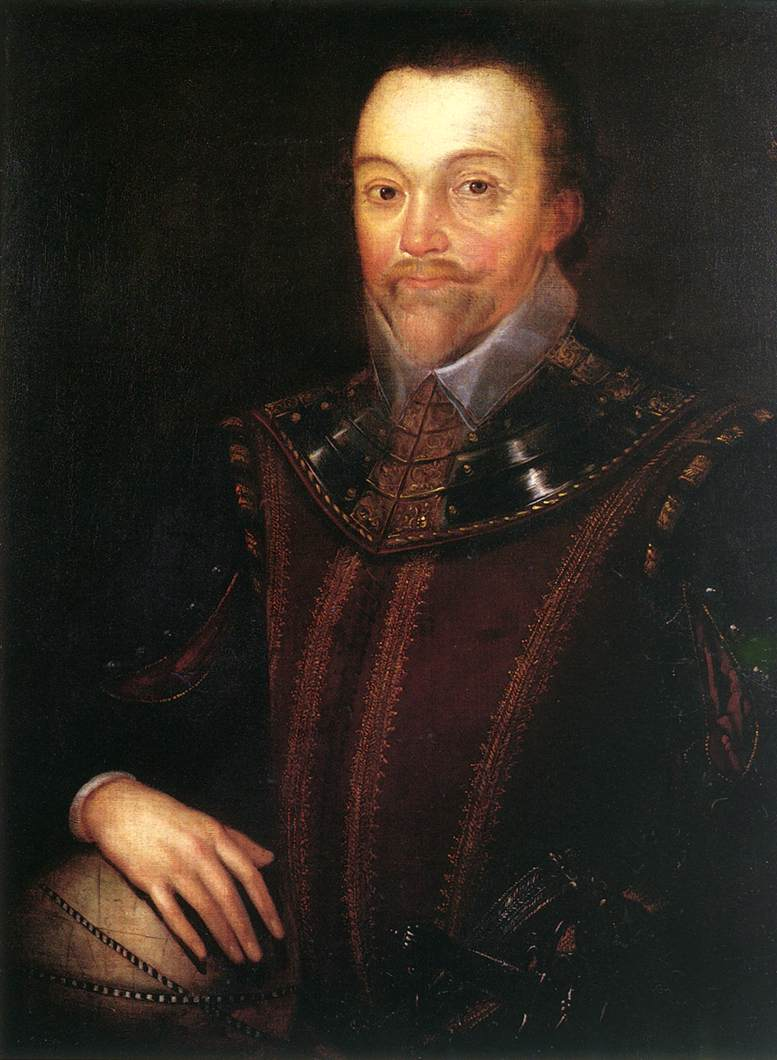
フランシス・ドレーク

フランシス・ドレークは1577年11月15日にプリマスを出港し、その旗艦ペリカン（後にゴールデン・ハインドに改名）の下に全5隻の艦隊を率いていた。その主目的は略奪であり探検ではなかった。当初の標的はチリやペルーの太平洋岸にあるスペイン領の無防備な町だった。ドレークはマゼランのルートを辿り、6月20日にはプエルト・サン・フリアンに到着した。2か月間近く停泊した後、艦隊を3隻と小さなピンネース1隻にして出港した。8月23日にマゼラン海峡に入り、9月6日に太平洋に出た。
ドレークは北西に針路を採ったが、翌日に突風が吹き艦隊は散り散りになった。マリゴールドは大波で沈没し、エリザベスはなんとかマゼラン海峡まで戻り、その後は東に戻ってイングランドに帰った。ピンネースは後に失われた。強風は7週間以上も続いた。ゴールデン・ハインドは西と南に遠く流された後に、陸地を求めて戻っていた。10月22日、船はある島の沖合に停泊し、ドレークはその島をエリザベス島と名付けた。そこで薪を集め、食料にするためにアザラシとペンギンを捕まえた。
ドレークの下のポルトガル人水先案内人ヌノ・ダ・シルバに拠ると、その停泊した位置は南緯57度だった。しかし、現在その緯度に島は無い。当時未発見のディエゴ・ラミレス諸島は南緯56度30分にあるが、樹木が無く、ドレークの乗組員が薪を集めた島ではありえない。このことは航法計算が間違っていて、ドレークは当時未命名だったホーン岬かその近く、おそらくオルノス島に上陸したことを示している。彼の最南端到達記録はホーン岬の南緯55度59分と推定できるのみである。ドレークはその報告書の中で「最先端の岬、あるいはこれら全ての島の突端は南緯56度近くにある。そこから南には大きな島が見られず、大西洋と南海が出会っているだけだった。」と記した。このホーン岬より南の開けた海はその後ドレーク海峡と呼ばれるようになったが、ドレーク自身がそこを航海したわけではなかった。

### ウィレム・シャウテン
1615年6月14日、ウィレム・シャウテンがエインドラハトとホーンの2隻の船でオランダのテセルを出港し、西回り太平洋ルートの探求に出た。ホーンは途中の火事で失われたが、エインドラハトは南下を続けた。1616年1月16日、シャウテンは南アメリカ大陸の南端の岬と見分けた所に達し、そこを故郷および失った船にちなんで「ホーン岬」と名付けた。シャウテンの航法測定は不正確で、ホーン岬を南緯57度48分としているが実際には55度58分である。シャウテンの南緯58度に達したという主張は通常無視されているが、とはいえドレーク海峡を通って西の太平洋に出たヨーロッパ人航海者としては初めての者になった。

### ガルシア・デ・ノダルの遠征
ドレーク海峡を次に航海した記録は1619年2月のことで、バルトロメとゴンザロのガルシア・デ・ノダル兄弟によるものである。その探検の途中でホーン岬から南西に約60海里 (100 km)、南緯56度30分に一群の島を発見した。彼らは遠征隊の水先案内人にちなんでこの諸島をディエゴ・ラミレス諸島と名付けた。この諸島は、1775年にクック船長がサウスサンドウィッチ諸島を発見するまで、地球上で最も南にあるものと知られていた。

### その他の発見
その他の航海でも南の海域でさらなる発見があった。1592年8月、イギリス人水夫ジョン・デイビスが「それまで発見されていなかった島の間に」待避所を求めた。フォークランド諸島と考えられている。1675年、イギリス商人アンソニー・ド・ラ・ロシェがサウスジョージアを視認した。1739年、フランス人ジャン＝バティスト・シャルル・ブーヴェ・ド・ロジエがブーベ島を発見した。1772年、同じくフランス人イヴ＝ジョゼフ・ド・ケルゲレン・ド・トレマレックがケルゲレン諸島を発見した。ロシェやブーヴェは南極収束線を越えて南極地域に入ったものの、ガルシア・デ・ノダル兄弟によって記録された最南端を越える発見は無かった。

## 南極探検者の初期

### ジェームズ・クック船長

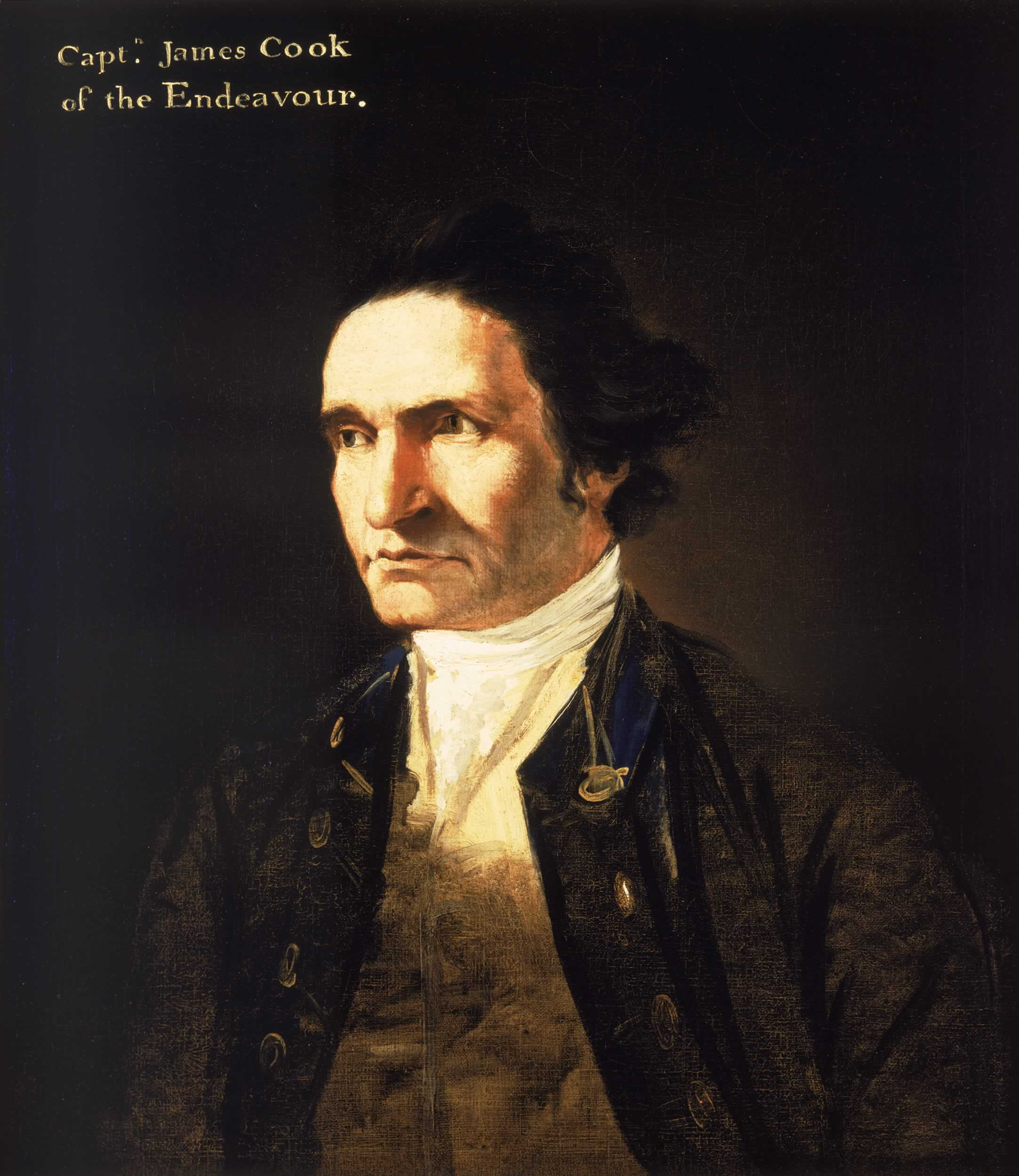
ジェームズ・クック船長

ジェームズ・クック船長が1772年から1775年に行った2回目の航海は、主に南緯40度より南でまだ探検されていないどこかにあると信じられていたテラ・アウストラリス・インコグニタ（未知の南方大陸）を探求するものだった。クックはHMSレゾリューションとHMSアドベンチャーの2隻で1772年9月にイングランドを出発した。ケープタウンで休息した後、11月22日に2隻の船は真南を目指して出港したが、暴風のために東に流された。両船は何とか南に向けることができ、12月10日に初めて叢氷に出逢った。これが間もなく固まった障害となり、クックがその間を抜けて航海できるか操船能力を試すものとなった。クックは最終的に開けた海域に抜け出し、さらに南に行くことができた。1773年1月17日、遠征隊は南緯66度20分の南極圏に達した最初の船になった。それ以上の進行は氷に妨げられたので北東に向きを変え、ニュージーランドに3月26日に到着した。
それに続く数か月間、遠征隊は南太平洋を探検した。ニュージーランドの原住民との騒動を起こした後、レゾリューションのみが南に向かい、アドベンチャーは南アフリカに引き返した。このときクックは南極圏の奥深く入ることができ、1774年1月30日には南緯71度10分に達して最南端記録を塗り替えたが、氷の状態が悪くそれ以上は南に進めなかった。この最南端記録はその後49年間破られなかった。
クックは南極海での航海の中で、ほぼ南緯60度より高い緯度で世界一周を行った。その間人を受け入れそうにない侘しい島々以外何も見ることはなく、それまで信じられていた南にある肥沃な大陸のかけらも見られなかった。クックは、そのような大陸が存在するならば、「自然によって運命づけられた国」であろうし、「私よりもさらに先に進もうという者はいないだろう。南の大地を探検することはないだろう」と記していた。「不可能が可能になって、大陸に達したとして、全く利用できないし、発見者やその国に何の恩恵ももたらさないだろう」と結論付けていた。

### 陸地の探索
クックの予測にも拘わらず、19世紀初期には南に進行し新しい陸地を発見するための多くの試みが行われた。1819年、ウィリアム・スミスがブリガンティンのウィリアムズを指揮し、サウス・シェトランド諸島を発見し、翌年エドワード・ブランスフィールドが同じ船でグレアムランドの最北端であるトリニティ半島を視認した。ブランスフィールドの発見の数日前にあたる1820年1月27日、ロシアのファビアン・ゴットリープ・フォン・ベリングスハウゼン艦長が、南極海の別の部分で、現在クイーン・モード・ランドと呼ばれる陸地の海岸を視界に入れるところまできた。このことで、ベリングスハウゼンは最初に南極大陸を見た者とされているが、自分でそう主張したわけではなかった。ベリングスハウゼンは南緯60度から67度の間で2度周航しており、1821年1月には彼自身の最南端南緯70度に達したが、47年前のクックの記録に迫っただけだった。1821年、アメリカのアザラシ漁船船長ジョン・デイビスがサウスシェトランド諸島よりも南に伸びた海図に無い陸地に、隊を率いて上陸した。「私はこの南の陸地が大陸であると考える」と船の日誌に記していたが、それが正しければ、南極大陸に最初に足を踏み入れた隊となる。

### ジェイムズ・ウェッデル
ジェイムズ・ウェッデルはイングランド系スコットランド人の船乗りであり、イギリス海軍と商船士官を務めた後、南極海に行く最初の航海に向かった。1819年、捕鯨船用に改修された160トンのブリガンティンジェインを指揮し、サウスサンドイッチ諸島の新しく発見された捕鯨海域に向けて出発した。この航海での主たる興味は、スペインの船オーロラが1762年に南緯53度西経48度で発見したと報告していた「オーロラ諸島」を発見することにあった。この存在しない陸地は見つからなかったが、そのアザラシ漁ではかなりの利益が出た。

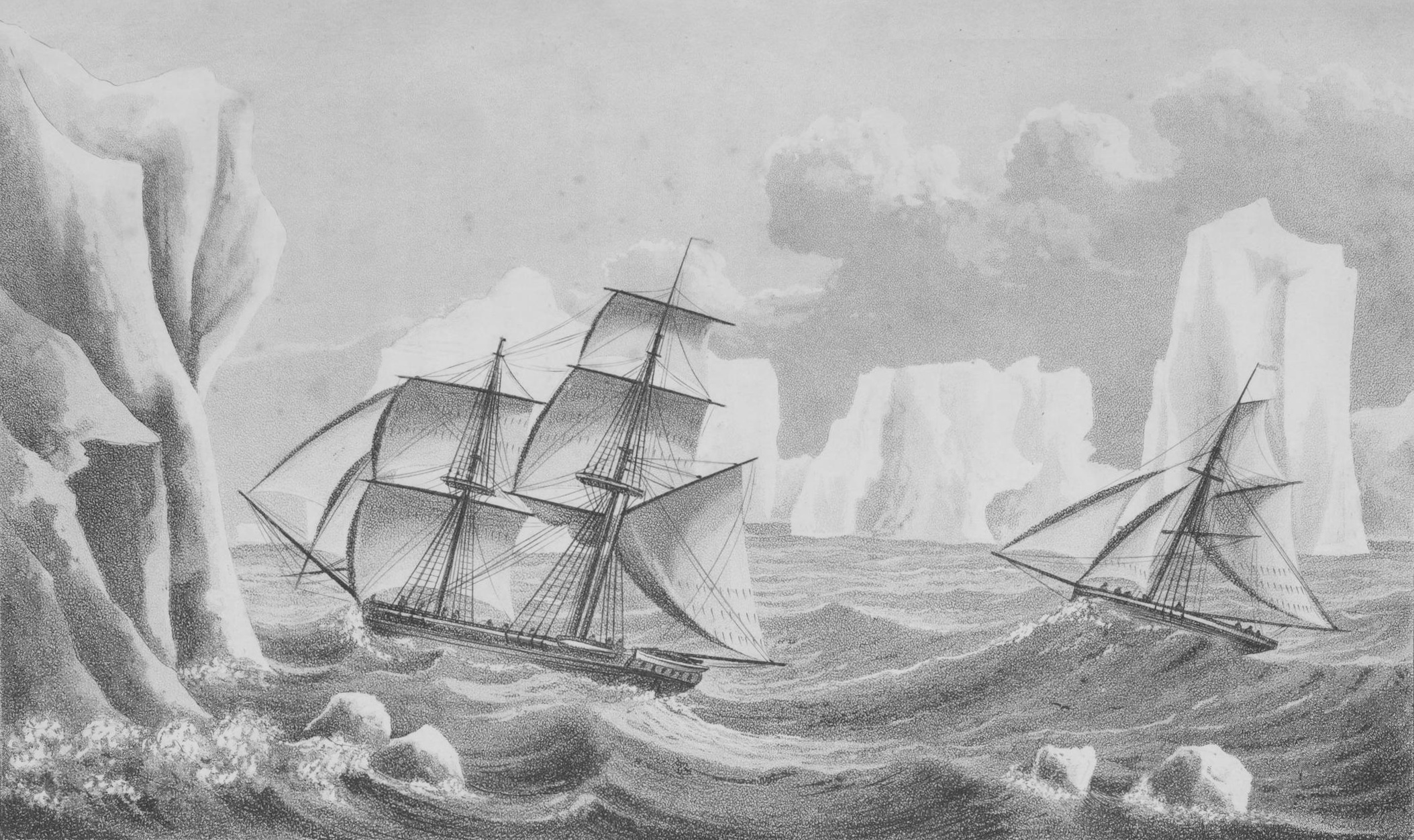
ウェッデルの船ジェインとボーフォア、総帆状態にある

1822年、ウェッデルは再度ジェインを指揮し、この時は小さなボーフォアも伴って、出港した。その雇用主からは、アザラシ漁が不漁であった場合は、「前の航海士の行った所を越えて調査すること」という指示を受けて南に向かった。これはウェッデルの探検家本能にあったものであり、船にはクロノメーター（正確な時計）、温度計、コンパス、気圧計、海図を備えていた。1823年1月、ウェッデルは新しい陸地を求めて、サウスサンドイッチ諸島とサウスオークニー諸島の間の海域を探索していた。何も見つからなかったウェッデルは西経40度から南に進み、現在その名前が付けられている海に入った。その季節は異常なほど静かであり、ウェッデルは「言葉で表せるほどの氷のかけらも見られなかった」と報告した。1823年2月20日、ウェッデルは新しい最南端記録74度15分に達し、クックの記録を3度越えた。ウェッデルは陸地に近づいていることに気付かず、海が南極点まで続いているものと思い込み、その地点から北に戻った。あと2日南に向かっておればコーツランドを視界に入れた可能性があった。実際にコーツランドが発見されたのは、1902年から1904年に掛けて行われたウィリアム・スペアズ・ブルースによるスコットランド国営南極遠征の間の1904年になってからだった。ウェッデルはイングランドに戻ったときにクックの最南端記録を更新したと主張し、人々の「眉を吊り上げさせた」が、間もなく認められることになった。

### ベンジャミン・モレル
1823年11月、アメリカのアザラシ漁船船長ベンジャミン・モレルが、スクーナーのワスプでサウスサンドイッチ諸島に到着した。モレル自身の後の証言に拠れば、その後南に航行して、意図せずに1か月前にウェッデルが進んだ経路を辿っていた。モレルは南緯70度14分に達したと言っており、そこから船のストーブ用燃料が足りなくなったために北に転じた。そうでなければ疑いなく南緯85度にも達することができたと主張していた。北に転じた後で、幾らか詳細に表現した陸地に出逢ったと主張しており、モレルはそこをニューサウスグリーンランドと名付けた。この陸地はその後存在しなかったことが証明された。モレルの嘘つきで詐欺師という評判は、その地理的な主張がほとんど学者によって否定されたからだったが、その主張を裏付けるための試みも行われてきた。

### ジェイムズ・クラーク・ロス

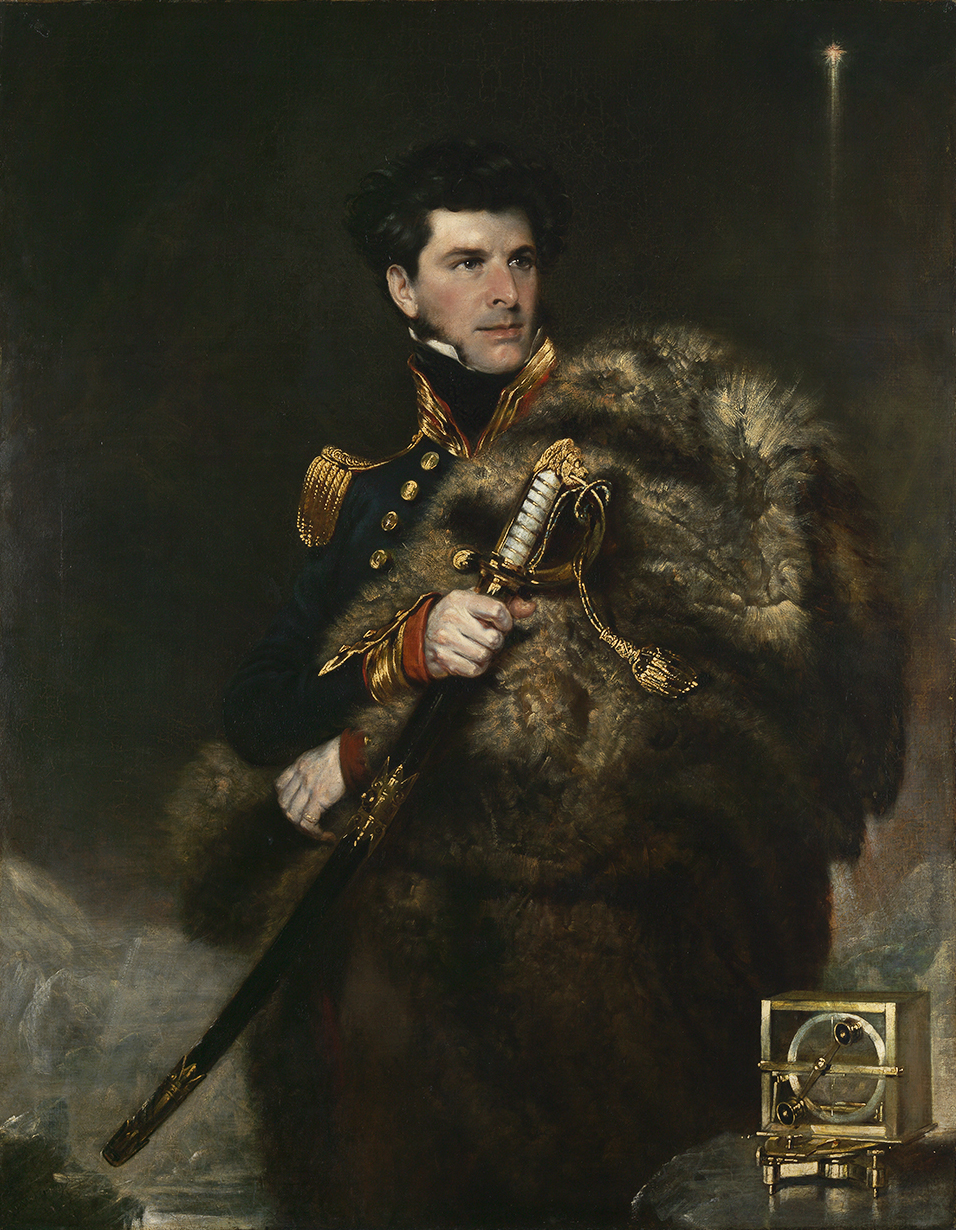
ジェイムズ・クラーク・ロス船長

ジェイムズ・クラーク・ロスがHMSエレバスとHMSテラーを使って行った1839年から1843年に南極遠征は、フルスケールのイギリス海軍による事業であり、その主たる機能は当時の磁気理論を試験し、南磁極の位置を突き止めることだった。この遠征はまず指導的な天文学者ジョン・ハーシェル卿から提案され、王立協会とイギリス先端科学協会が支持した。ロスは磁気観測や北極探検で過去にかなりの実績があった。1831年5月、北磁極に達した隊のメンバーだった。またその指揮官として明らかに選ばれた者だった。
遠征隊は1839年9月30日にイングランドを出発し、磁気に関して実行を求められた多くの停泊で遅らされた航海の後、1840年8月にタスマニアに到着した。南半球の冬のために課された3か月の休止の後、1840年11月12日に南と東に向けて出発した。1841年1月1日には南極圏に入った。1月11日、南に広がる長く山岳性の海岸線が見えてきた。ロスはその陸地をヴィクトリアランドと命名し、山脈はアドミラルティ山脈とした。海岸沿いを南に進み、ウェッデルの最南端記録74度15分を1月23日に通過した。その数日後、岸の氷を避けるために東に動き双子の火山（1つは活火山）を視認して、遠征隊の船名にちなんでエレバス山とテラー山と名付けた。
グレート・アイス・バリア（後にロス棚氷と呼ばれるようになった）がこれら山脈の東に広がり、それ以上南への進行を不可能にする障害になっていた。ロスは海峡あるいは入り江を探して、バリアの縁に沿って300海里 (560 km) 探検し、1841年2月8日あるいはその頃におおよそ南緯78度に達した。ロスは船で越冬できる適当な停泊場所を見つけられず、タスマニアに向けて引き返し、1841年4月に到着した。

次のシーズンで、ロスはバリアに戻り、その表面に入り江を見つけた。1842年1月23日には最南端記録を南緯78度9分30秒まで延ばした。この記録はその後58年間塗り替えられることがなかった。ロスは南極大陸に上陸できず、南磁極の場所を突き止められなかったが、1843年にイングランドに戻ると、地理学と科学的探検の功績によってナイトに叙された。

## 南極探検の英雄時代
1872年から1876年、チャレンジャー号探検航海とよばれる海洋学研究航海が数週間南極海を探検したが、大陸自体には近づかなかった。しかしその研究によって南極大陸は疑いも無く存在することが証明された。南極探検の英雄時代が始まる動因となったのは、1893年に王立地理学会教授ジョン・マレーが講演を行い、南極探検の再開を呼びかけたことだった。マレーは「南の地域全体の着実で、継続し、勤勉で体系的な探検」を求め、さらに「イギリスによって行われるべき地球表面に残された海洋探検の最後の大きな場所であり、さもなければ海洋において成功を目指すか、我々を凌ごうとする者のためにそれは残されているのか？」と続けた。それに続く4分の1世紀、8つの国から15の遠征隊がこの挑戦に応じた。マレーの呼びかけで生まれた愛国精神と、王立地理学会会長クレメンツ・マーカム卿の影響下に、その後のイギリスの努力は新しい最南端到達記録に特別の比重を置くものとなった。すなわち南極点への競争という性格のものとなった。

### カルステン・ボルクグレヴィンク

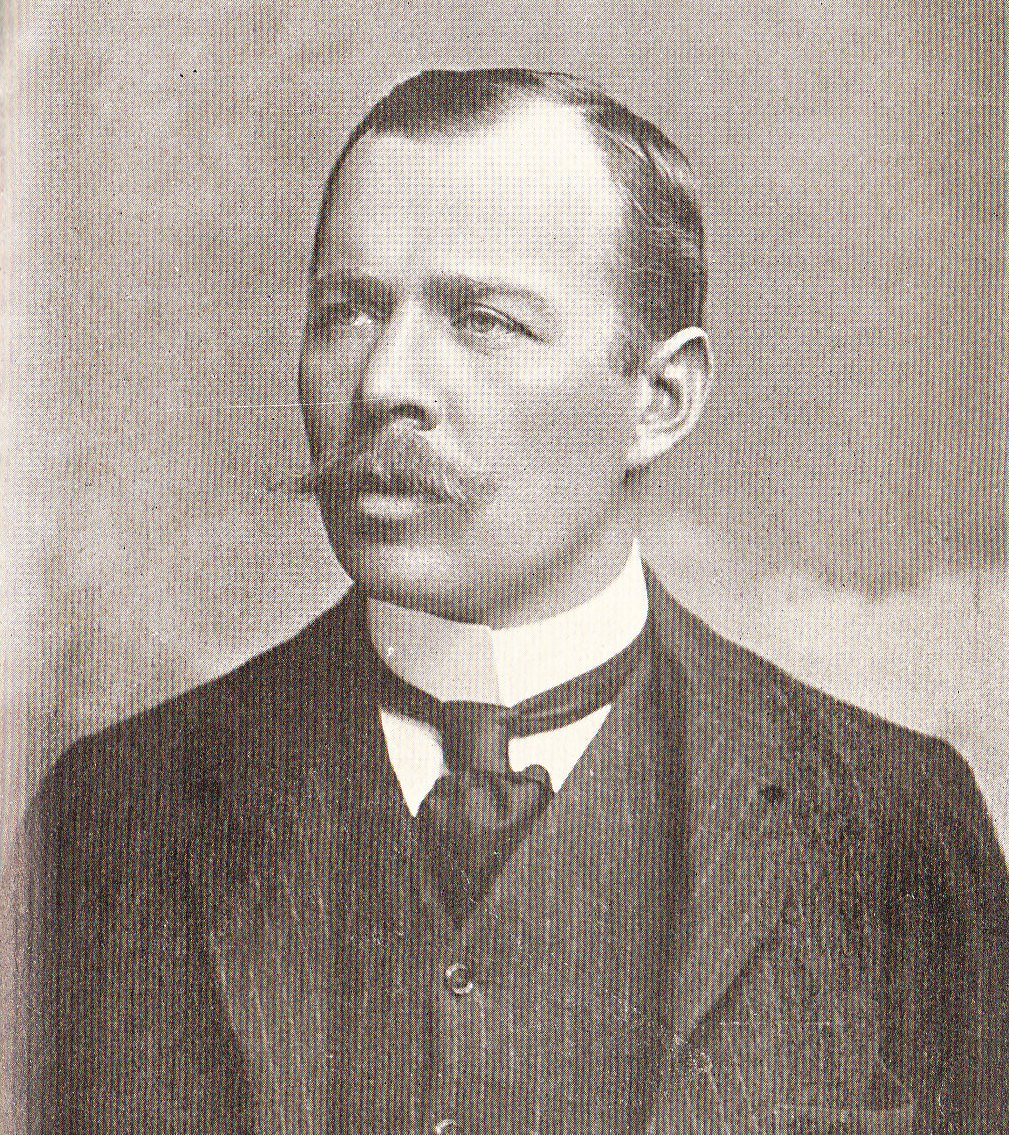
カルステン・ボルクグレヴィンク、1898年から1900年にサザンクロス遠征を率いた

ノルウェー生まれのカルステン・ボルクグレヴィンクは1888年にオーストラリアに移民し、クイーンズランド州とニューサウスウェールズ州の測量チームで働いた後、学校教師の地位を受け入れていた。1894年、ヘンリク・ブルが指揮した南極でのアザラシ漁と捕鯨の遠征に参加した。1895年1月、ボルクグレヴィンクはケープアデアで初めて南極大陸に上陸したと主張する隊の中に入っていた。ボルクグレヴィンクは自分で遠征隊を率いて行くる決断をし、それで越冬し、内陸を探検し、南磁極の場所を突き止めることもその目標の1つに置いた。
ボルクグレヴィンクはイングランドに行って、出版界の大立者ジョージ・ニューネス卿を説得し、最大4万ポンドの出資に同意させた。これは2008年時点で300万ポンドに相当する。その条件としては、仮にイギリス人の参加者が少ないとしても、「イギリス南極探検」という名前を使うことだった。この構想はマーカムや地理学の権威筋が心に描いていたイギリス遠征ではなかったので、ボルクグレヴィンクに敵対し、否定するようになった。1898年8月23日、遠征船サザンクロスがロンドンを離れてロス海に向かい、1899年2月17日にケープアデアに到着した。ここで岸の隊が上陸し、プレハブ小屋を建て、南極大陸本土で初めて越冬することになった。
1900年1月、サザンクロスが戻って来て岸の隊を拾い、60年前にロスが通ったルートを辿って南のグレート・アイス・バリアに向かい、ロスの時代よりも30マイル (50 km) ほど南に後退していることを発見した。ボルクグレヴィンク、ウィリアム・コールベック、サーミ人の犬御者ペル・サビオが、犬と橇と共に初めてバリアに登り、初めて橇の旅で内陸に10マイル (16 km) 移動して、1900年2月16日、当時の最南端記録南緯78度50分を樹立した。ボルクグレヴィンク遠征隊は1900年遅くにイングランドに戻ったが、その新記録樹立にも拘わらず、熱狂も無しに迎えられた。歴史家のデイビッド・クレーンは、ボルクグレヴィンクがイギリス海軍の士官であったら、南極の知識に対するその貢献はイギリスでもっと真面目に捉えられたことだろうが、「ノルウェーの水夫で校長というのでは真面目に受け止められることはなかった」と語っていた。

### ロバート・ファルコン・スコット
1901年から1904年のディスカバリー遠征は、ロバート・スコット大佐が初めて率いた南極遠征だった。隊員のエドワード・ウィルソンに拠れば、その目標は「可能ならば南極点に達するか、新しい陸地を発見すること」だったが、スコットの書いたものにも、遠征の公式趣意書にも、南極点が絶対的目標だということを示すものは無かった。しかし、南極点を目指した南行の旅はスコットの付託事項の中にあり、「ジェイムズ・ロス卿のアイス・バリアを探検し、この注目すべき氷の形成に関わる物理と地理の大変重要な問題を解くために努力すること」と書かれていた。
南行の旅はスコット、ウィルソン、アーネスト・シャクルトンの隊が実行した。この隊は1902年11月1日に、様々な支援チームとと共に出発した。その1つはマイケル・バーンが率いた。11月11日にボルクグレヴィンクの最南端記録を過ぎた。そのことはウィルソンの日誌に大いに高揚した気分で記録された。当初は都合の良い気象条件下で行軍は継続したが、それまで氷上を旅した経験が無かったことと、貧しい餌と過労の組み合わせで犬を失ったために、次第に困難さが増して行った。12月2日に南緯80度を過ぎ、4週間後の12月30日には、そのキャンプ地からウィルソンとスコットが短距離のスキーによる旅を行い、最南端記録南緯82度17分（彼らの測定による）を樹立した。これは正確ではない可能性がある。現在の地図では、シャクルトンの写真とウィルソンの絵を合わせてキャンプ地を南緯82度6分とし、スコットとウィルソンが到達した地点を南緯82度11分としている。正確な数字が何であれ、それまでのボルクグレヴィンクの記録を約200海里 (370 km) 上回った200海里 (370 km; 230 mi)。

### アーネスト・シャクルトン

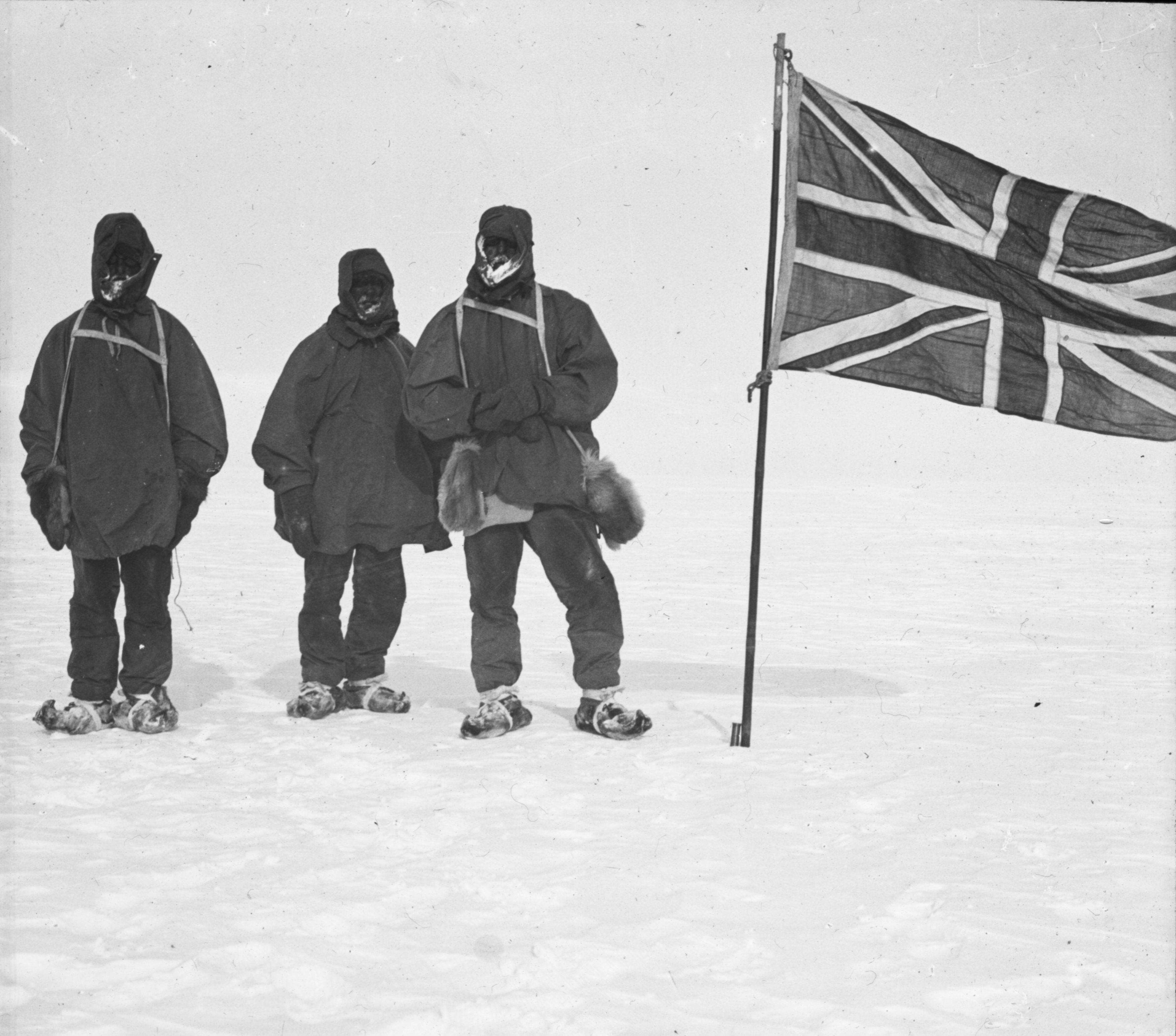
ニムロド遠征の最南端南緯88度23分に立つ、左からジェイムソン・アダムズ、フランク・ワイルド、エリック・マーシャルとユニオンジャック、シャクルトンが撮影、1909年1月9日

アーネスト・シャクルトンはディスカバリー遠征の最南端記録に関わった後で、帰還の旅の途中で肉体的に歩くこともできなくなり、スコットの命令で遠征の救援船に乗って帰国することになった。シャクルトンはこのことを酷く残念に思い、スコットとの間柄はライバル関係になった。その4年後、シャクルトンは自分の極圏探検隊であるニムロド遠征を編成した。1907年から1909年に行われたこの遠征は南極点到達という絶対的な目標を初めて競っていた遠征であり、そのために特別の戦略を立てていた。
この動きを支援するために、シャクルトンは満州産ポニーを荷物搬送用の家畜とし、より伝統的な犬ぞりと共に併用する輸送戦略を採用した。特注されたモーター駆動橇も採用された。犬とモーターは遠征中に多目的で使われたが、極点に向かう行軍を引き受けた集団を助ける任務はポニーになった。極点に向かうシャクルトンの隊員を4人としたのは、残っていたポニーの数で決められた。ニュージーランドで船に乗せた10頭のポニーの中で1908年の冬を生き残ったのは僅か4頭だった。
シャクルトンとその3人の仲間、フランク・ワイルド、エリック・マーシャル、ジェイムソン・アダムズは1980年10月29日に南極点行を始めた。11月26日、スコットの1902年の隊が到達した最南端点を通過した。シャクルトンはその日誌で、スコット大佐との以前の行軍のときよりも、遥かに少ない日数でそこまで達したことに触れて、「記憶すべき日」と記していた。シャクルトンの隊は南下を続け、ベアドモア氷河を発見してそれに登り、南極台地に至り、1909年1月9日にはその最南端南緯88度23分まで行った。そこは南極点まで残り97海里 (180 km) に過ぎなかった。ここで彼らはアレクサンドラ王妃から贈られていたユニオンジャックを立て、その台地を国王エドワード7世の名前で領有を宣言した。その後は食料と物資の欠乏のために北に引き返すことを余儀なくされた。これは当時北極を合わせても、最も極点に近づいた記録だった。前のスコットの記録から緯度で6度以上も前進したことは、1773年にクック船長が記録して以来の大きな最南端の進展だった。シャクルトンがイングランドに戻ると英雄として扱われ、エドワード7世からナイトに叙された。しかし、この記録は3年しかもたなかった。1911年12月7日にアムンセン隊によって越されることになった。

## 南極点の征服

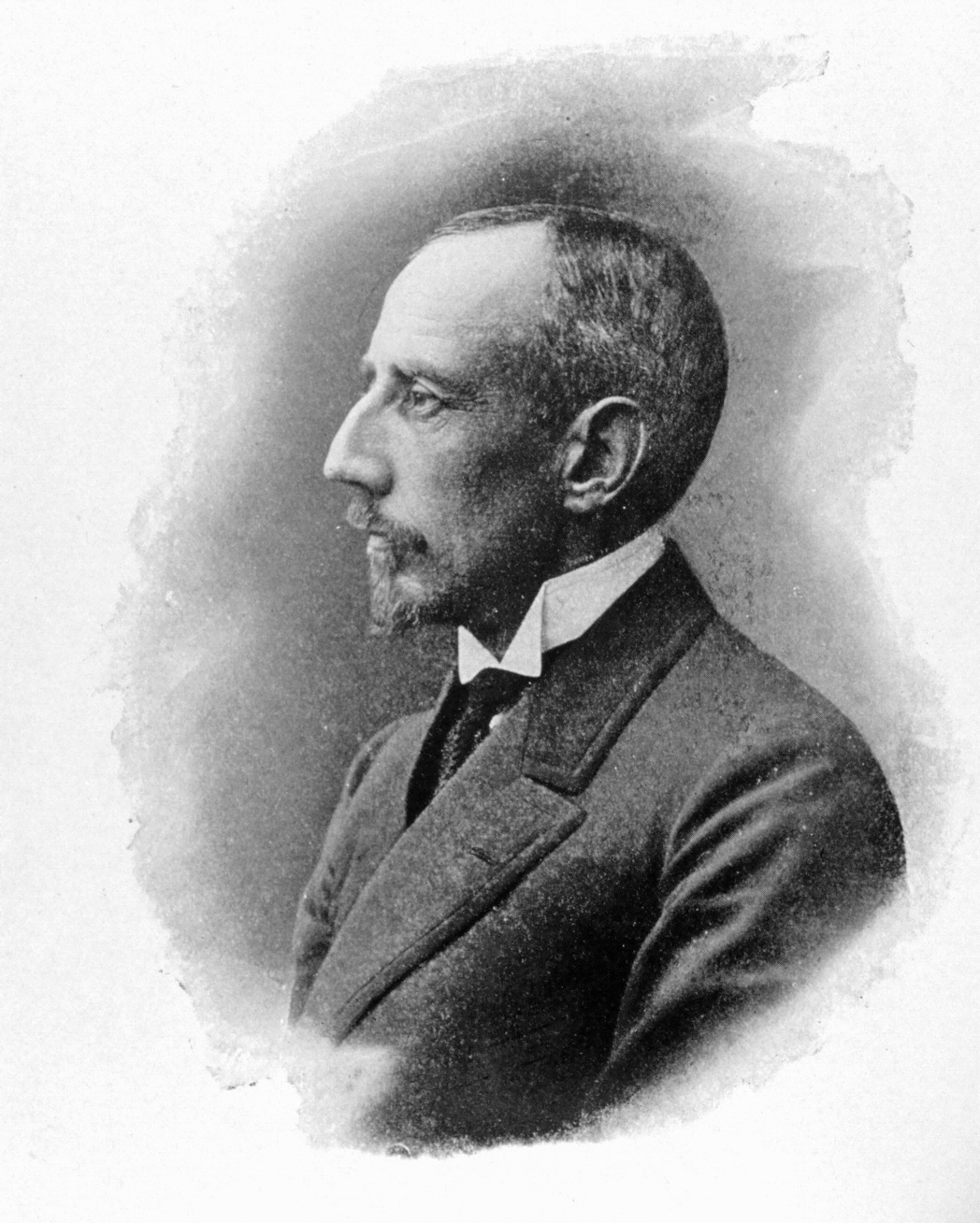
ロアール・アムンセン、1911年12月14日に南極点に初めて達した隊の指導者

シャクルトンが南極点寸前で戻って来た後で、スコット大佐は1910年から1913年のテラノバ遠征を編成した。その遠征ではイギリス帝国のために南極点を征服することが明白な主目標となっていた。スコットがこの遠征の計画を立てているときに、それが競争になるなどとは考えてもいなかった。ノルウェーの探検家ロアール・アムンセンは北極の探検計画を立てていたが、1909年9月、アメリカの探検家フレデリック・クックとロバート・ピアリーによって北極点が征服されたと主張されたことで、アムンセンは北極の代わりに南極点を目指すことに心を変えた。
アムンセンはその遠征船フラム号が大西洋に出て、通常の通信範囲を超えるまで、意図を明かさなかった。スコットは既に遠征に出た後で電報によってその意図を知らされ、計画を続けることしか選択の余地がなかった。一方フラム号は1911年1月11日にロス棚氷に到着し、1月1日にはボルクグレヴィンクが11年前に上陸していたクジラ湾という入り江を見つけていた。そこがアムンセン隊のベースキャンプ「フラムハイム」になった。
アムンセンは準備に9か月を掛けた後、南極点を目指した旅を1911年10月20日に始めた。ベアドモア氷河を通る既に知られていたルートを避けて、その5人の隊は真南に進み、11月16日には南極横断山脈に到着した。隊はアクセル・ハイバーグ氷河を発見し、それが南極台地に登るルートとなり、その後に極点への最後の行程となった。シャクルトンの最南端記録を12月7日に通過し、南極点それ自体には12月14日に到達した。このノルウェー隊のスキーや犬ぞりを使って氷の上を旅する技術を含めた大きな技量が決定的な要因となった。スコット大佐の5人の隊はその33日後に南極点に達し、しかもその帰途に全員が死んだ。クックの探検以来、アムンセンの南極点征服まで最南端記録を樹立した全ての遠征隊はイギリスの隊だった。しかし、最後の勝利は紛れも無くノルウェーのものになった。

## その後の歴史

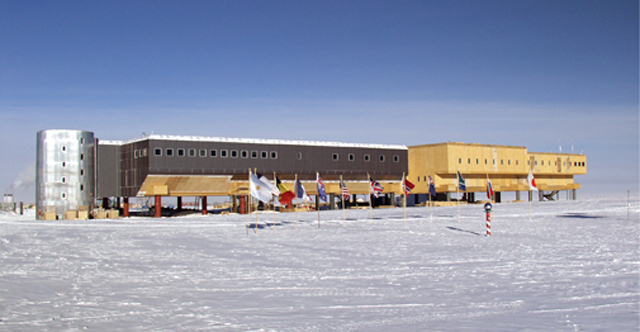
アムンゼン・スコット基地、2006年撮影

1912年1月にスコット隊が南極点から撤退した後、その地点は18年近く訪れがないままになった。1929年11月28日、アメリカ海軍中佐（後の少将）リチャード・バードとその他3人が初めて南極点上空を飛行機で通過した。それから27年後の1956年10月31日、ジョージ・J・デュフェク少将が乗ったR4D-5 スカイトレイン「ケ・セラ・セラ」が南極点に着陸し、スコット以来の南極点に立った者となった。1956年11月から1957年2月まで、初めて恒久的な南極観測基地が建設され、2人の極点探検者の栄誉を称えてアムンゼン・スコット基地と名付けられた。それいらいこの基地はかなり拡大され、2008年時点では150人の科学スタッフと支援人員を収容できるようになっている。デュフェクは1958年から1958年のヴィヴィアン・フックスが指揮したイギリス連邦南極横断遠征隊にかなりの援助を行った。この隊は1958年1月19日に、スコット以来の陸路南極点に達した隊となった。

## 最南端更新の記録

最南端記録の位置、1521年から1911年

最南端更新の記録、1521年 - 1911年（地図の列の記号は右図の記号に一致する）
| 遠征隊長                                       | 組織した国           | 達成南緯                | 場所                                                       | 地図 | 日付           |
| ---------------------------------------------- | -------------------- | ----------------------- | ---------------------------------------------------------- | ---- | -------------- |
| ティエラ・デル・フエゴの先住民                 | -----                | 55°58'                  | ホーン岬                                                   | B    | 1521年以前     |
| フェルディナンド・マゼラン                     | スペイン             | 54°（概略）             | マゼラン海峡; 南のティエラ・デル・フエゴには人が住んでいた | A    | 1521年11月     |
| フランシスコ・デ・ホセス                       | スペイン             | 55°59'（推計）          | ホーン岬                                                   | B    | 1526年1月      |
| フランシス・ドレーク                           | イングランド         | 55°59'（推計）          | ホーン岬                                                   | B    | 1578年10月     |
| バルトロメとゴンザロのガルシア・デ・ノダル兄弟 | スペイン             | 56°30'                  | ドレーク海峡: ディエゴ・ラミレス諸島                       | C    | 1619年2月      |
| ジェームズ・クック                             | グレートブリテン王国 | 66°20'                  | ケープタウンの南東                                         | D    | 1773年1月17日  |
| ジェームズ・クック                             | グレートブリテン王国 | 71°10'                  | ニュージーランドの南東                                     | E    | 1774年1月30日  |
| ジェイムズ・ウェッデル                         | イギリス             | 74°15'                  | ウェッデル海                                               | F    | 1823年2月20日  |
| ジェイムズ・クラーク・ロス                     | イギリス             | 78°（概略）             | ロス海                                                     | G    | 1841年2月8日   |
| ジェイムズ・クラーク・ロス                     | イギリス             | 78°09'30"               | ロス海                                                     | G    | 1842年1月23日  |
| / カルステン・ボルクグレヴィンク               | イギリス             | 78°50'                  | ロス棚氷                                                   | H    | 1900年2月16日  |
| ロバート・スコット                             | イギリス             | 82°17' (正確には82°11') | ロス棚氷                                                   | I    | 1902年12月30日 |
| アーネスト・シャクルトン                       | イギリス             | 88°23'                  | 南極台地                                                   | J    | 1909年1月9日   |
| ロアール・アムンセン                           | ノルウェー           | 90°                     | 南極点                                                     | K    | 1911年12月14日 |

## 関連図書
- Scott, Robert F. (1905). Voyage of the Discovery (2 vols). London: Smith, Elder & Co.
- Scott, Robert F. (1913). Scott's Last Expedition. I. London: Smith, Elder & Co.